# Atletica leggera ai Giochi della IX Olimpiade - 100 metri piani maschili

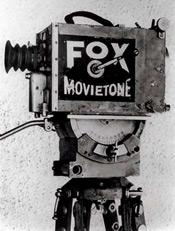
Video della Finale (durata: 0'36")

## L'eccellenza mondiale
| Primatista mondiale           | 10”4 1921 | Charles Paddock                | Solo 200m        |
| Primatista europeo            | 10”4 1926 | Helmut Körnig                  | Solo 200m        |
| Primatisti stagionali         | 10”4 =    | Ernst Geerling e Richard Corts | Assente Presente |
| Vincitore delle selezioni USA | 10”6      | Frank Wykoff                   | Presente         |

1. ↑  Fino al 28 luglio.

Gli statunitensi qualificatisi ai Trials (100 metri) sono nell'ordine: Frank Wykoff (10"6), Robert McAllister (10"7e), Henry Russell (10"7e) e Claude Bracey (10"7e).

## La gara
Il neozelandese Arthur Porritt, medaglia di bronzo a Parigi 1924, viene sorprendentemente eliminato in batteria.

Tutti i migliori passano i Quarti. La pista tiene: i vincitori delle 6 serie corrono tutti in 10”8. L'unica eccezione è il ventenne canadese Percy Williams, praticamente sconosciuto a livello internazionale, che segna addirittura 10”6, eguagliando il record olimpico.

Semifinale  – Si pronostica che la finale sarà disputata unicamente da americani (3 o 4) e tedeschi (3 o 2), invece le cose vanno diversamente. Tra gli americani, solo McAllister vince la sua semifinale, regolando di misura Williams,  mentre Russell e Bracey giungono entrambi ultimi. La seconda semifinale è appannaggio del britannico di colore London su Lammers, che è l'unico tedesco dei tre ancora presenti che si qualifica.

Finale - Gli americani non sono più gli unici favoriti per il titolo. Oltre a McAllister, infatti, possono vincere anche il canadese Williams e il britannico London. I concorrenti si allineano così alla partenza: 3. Legg; 4. Lammers; 5. Williams; 6. London; 7. McAllister; 8. Wykoff. Le prime due corsie non vengono occupate perché solitamente sono più deteriorate delle altre.

Cronaca: Legg fa una falsa partenza, imitato poi da Wykoff. Al terzo via tutti i concorrenti scattano insieme. McAllister è leggermente davanti a tutti, ma a venti metri dal traguardo è vittima di un infortunio alla coscia destra e finisce barcollando.

Williams regola tutto il gruppo, precedendo di circa mezzo metro London e Lammers.

## Risultati

### Turni eliminatori
| 16 Batterie        | 29 luglio, ore 14:00 | 76 partenti    | Si qualificano i primi 2. |
| 6 Quarti di finale | 29 luglio, ore 16:00 | 32 concorrenti | Si qualificano i primi 2. |
| 2 Semifinali       | 30 luglio, ore 14:00 | 6 + 6          | Si qualificano i primi 3. |
| Finale             | 30 luglio, ore 16:45 | 6 concorrenti  |                           |

### Batterie
(I tempi tra parentesi sono stimati)
| Pos. | Concorrente      | Nazione     | Tempo |
| ---- | ---------------- | ----------- | ----- |
| 1    | John Fitzpatrick | Canada      | 11"0  |
| 2    | Richard Corts    | Germania    | 11"0  |
| 3    | Willy Dujardin   | Belgio      | 11"2  |
| 4    | Wilhelm Hennings | Paesi Bassi | 11"4  |
| 5    | Angelos Lambrou  | Grecia      | 11"4  |

| Pos. | Concorrente     | Nazione   | Tempo  |
| ---- | --------------- | --------- | ------ |
| 1    | Sydney Atkinson | Sudafrica | 11"2   |
| 2    | André Mourlon   | Francia   | (11"2) |
| 3    | Jesús Moraila   | Messico   | (11"5) |
| 4    | Franco Reyser   | Italia    | (11"5) |

| Pos. | Concorrente           | Nazione     | Tempo |
| ---- | --------------------- | ----------- | ----- |
| 1    | Frank Wykoff          | Stati Uniti | 11"0  |
| 2    | Paul Brochart         | Belgio      |       |
| 3    | Mario Gómez           | Messico     |       |
| 4    | Jaap Boot             | Paesi Bassi |       |
| 5    | Konstantinos Petridis | Grecia      |       |
| 6    | Fernando Muñagorri    | Spagna      |       |

| Pos. | Concorrente          | Nazione       | Tempo |
| ---- | -------------------- | ------------- | ----- |
| 1    | Ferenc Gerő          | Ungheria      | 10"8  |
| 2    | Aubrey Burton-Durham | Sudafrica     |       |
| 3    | Willy Weibel         | Svizzera      | 11"4  |
| 4    | Diego Ordóñez        | Spagna        |       |
| 5    | John Heap            | Gran Bretagna |       |
| 6    | Eduardo Albe         | Argentina     |       |

| Pos. | Concorrente      | Nazione       | Tempo |
| ---- | ---------------- | ------------- | ----- |
| 1    | Jack London      | Gran Bretagna | 10"8  |
| 2    | George Hester    | Canada        |       |
| 3    | Ladislau Peter   | Romania       |       |
| 4    | Francisco Costas | Messico       |       |
| 5    | Mehmet Ali Aybar | Turchia       |       |

| Pos. | Concorrente        | Nazione   | Tempo |
| ---- | ------------------ | --------- | ----- |
| 1    | Juan Bautista Pina | Argentina | 11"0  |
| 2    | Ralph Adams        | Canada    |       |
| 3    | Edgardo Toetti     | Italia    |       |
| 4    | Iwao Aizawa        | Giappone  |       |
| 5    | Semih Türkdoğan    | Turchia   |       |

| Pos. | Concorrente    | Nazione       | Tempo |
| ---- | -------------- | ------------- | ----- |
| 1    | Wilfred Legg   | Sudafrica     | 11"0  |
| 2    | Cyril Gill     | Gran Bretagna | 11"0  |
| 3    | Rodolfo Wagner | Cile          |       |

| Pos. | Concorrente      | Nazione        | Tempo |
| ---- | ---------------- | -------------- | ----- |
| 1    | Hubert Houben    | Germania       | 11"0  |
| 2    | Johannes Viljoen | Sudafrica      | 11"0  |
| 3    | Karel Kněnický   | Cecoslovacchia | 11"3  |
| 4    | Dolf Benz        | Paesi Bassi    | 11"4  |

| Pos. | Concorrente      | Nazione     | Tempo |
| ---- | ---------------- | ----------- | ----- |
| 1    | Georg Lammers    | Germania    | 10"8  |
| 2    | Valéry Théard    | Haiti       |       |
| 3    | János Paizs      | Ungheria    |       |
| 4    | Leo Jørgensen    | Danimarca   |       |
| 5    | Jean Moulin      | Lussemburgo |       |
| 6    | Renos Frangoudis | Grecia      |       |

| Pos. | Concorrente         | Nazione        | Tempo |
| ---- | ------------------- | -------------- | ----- |
| 1    | Walter Rangeley     | Gran Bretagna  | 11"0  |
| 2    | Rinus van den Berge | Paesi Bassi    | 11"1  |
| 3    | Johann Bartl        | Cecoslovacchia | 11"1  |
| 4    | Şinasi Şahingiray   | Turchia        |       |

| Pos. | Concorrente     | Nazione   | Tempo  |
| ---- | --------------- | --------- | ------ |
| 1    | István Raggambi | Ungheria  | 11"0   |
| 2    | Jimmy Carlton   | Australia | (11"0) |
| 3    | Alberto Barucco | Argentina | (11"1) |
| 4    | Óscar Alvarado  | Cile      | (11"3) |
| 5    | Juan Serrahima  | Spagna    | (11"3) |

| Pos. | Concorrente       | Nazione        | Tempo |
| ---- | ----------------- | -------------- | ----- |
| 1    | Percy Williams    | Canada         | 11"0  |
| 2    | Jaroslav Vykoupil | Cecoslovacchia |       |
| 3    | André Dufau       | Francia        |       |
| 4    | José de Lima      | Portogallo     |       |
| 5    | Haris Šveminas    | Lituania       |       |

| Pos. | Concorrente     | Nazione | Tempo |
| ---- | --------------- | ------- | ----- |
| 1    | José Barrientos | Cuba    | 11"0  |
| 2    | André Cerbonney | Francia |       |
| 3    | Fred Zinner     | Belgio  |       |

| Pos. | Concorrente     | Nazione     | Tempo |
| ---- | --------------- | ----------- | ----- |
| 1    | Henry Russell   | Stati Uniti | 11"0  |
| 2    | Denis Cussen    | Irlanda     |       |
| 3    | Willy Tschopp   | Svizzera    |       |
| 4    | Adolphe Groscol | Belgio      |       |

| Pos. | Concorrente        | Nazione     | Tempo |
| ---- | ------------------ | ----------- | ----- |
| 1    | Claude Bracey      | Stati Uniti | 11"0  |
| 2    | Gilbert Auvergne   | Francia     | 11"1  |
| 3    | Hermann Geißler    | Austria     | 11"2  |
| 4    | Risto Mattila      | Finlandia   | 11"3  |
| 5    | Emmanuel Goldsmith | Svizzera    | 11"5  |
| 6    | Georges Schmit     | Lussemburgo | 12"2  |

| Pos. | Concorrente         | Nazione     | Tempo |
| ---- | ------------------- | ----------- | ----- |
| 1    | Robert McAllister   | Stati Uniti | 10"8  |
| 2    | Anselmo Gonzaga     | Filippine   |       |
| 3    | Enrique de Chávarri | Spagna      |       |
| 4    | Fritz Eyschen       | Lussemburgo |       |

### Quarti di finale
I tempi tra parentesi sono stimati
| Pos. | Concorrente         | Nazione        | Tempo |
| ---- | ------------------- | -------------- | ----- |
| 1    | Wilfred Legg        | Sudafrica      | 10"8  |
| 2    | John Fitzpatrick    | Canada         |       |
| 3    | Ferenc Gerő         | Ungheria       |       |
| 4    | Rinus van den Berge | Paesi Bassi    |       |
| 5    | Denis Cussen        | Irlanda        |       |
| 6    | Jaroslav Vykoupil   | Cecoslovacchia |       |

| Pos. | Concorrente          | Nazione       | Tempo  |
| ---- | -------------------- | ------------- | ------ |
| 1    | Robert McAllister    | Stati Uniti   | 10"8   |
| 2    | Richard Corts        | Germania      | 11"0   |
| 3    | Cyril Gill           | Gran Bretagna | (11"0) |
| 4    | István Raggambi      | Ungheria      | (11"1) |
| 5    | Aubrey Burton-Durham | Sudafrica     | (11"2) |
| -    | André Cerbonney      | Francia       | Squal. |

| Pos. | Concorrente      | Nazione     | Tempo |
| ---- | ---------------- | ----------- | ----- |
| 1    | Henry Russell    | Stati Uniti | 10"8  |
| 2    | Hubert Houben    | Germania    |       |
| 3    | Gilbert Auvergne | Francia     |       |
| 4    | George Hester    | Canada      |       |
| 5    | Sydney Atkinson  | Sudafrica   |       |

| Pos. | Concorrente     | Nazione       | Tempo |
| ---- | --------------- | ------------- | ----- |
| 1    | Percy Williams  | Canada        | 10"6  |
| 2    | Jack London     | Gran Bretagna | 10"8  |
| 3    | Valéry Théard   | Haiti         |       |
| 4    | André Mourlon   | Francia       |       |
| 5    | José Barrientos | Cuba          |       |

| Pos. | Concorrente        | Nazione     | Tempo |
| ---- | ------------------ | ----------- | ----- |
| 1    | Frank Wykoff       | Stati Uniti | 10"8  |
| 2    | Juan Bautista Pina | Argentina   |       |
| 3    | Johannes Viljoen   | Sudafrica   |       |
| 4    | Anselmo Gonzaga    | Filippine   |       |
| 5    | Jimmy Carlton      | Australia   |       |

| Pos. | Concorrente     | Nazione       | Tempo  |
| ---- | --------------- | ------------- | ------ |
| 1    | Claude Bracey   | Stati Uniti   | 10"8   |
| 2    | Georg Lammers   | Germania      | (10"8) |
| 3    | Walter Rangeley | Gran Bretagna | (10"9) |
| 4    | Ralph Adams     | Canada        | (11"0) |
| 5    | Paul Brochart   | Belgio        | (11"1) |

### Semifinali
| Pos. | Concorrente        | Nazione     | Tempo |
| ---- | ------------------ | ----------- | ----- |
| 1    | Robert McAllister  | Stati Uniti | 10"6  |
| 2    | Percy Williams     | Canada      | 10"6  |
| 3    | Wilfred Legg       | Sudafrica   | 10"6  |
| 4    | Hubert Houben      | Germania    | 10"7  |
| 5    | Claude Bracey      | Stati Uniti | 10"8  |
| 6    | Juan Bautista Pina | Argentina   | 11"0  |

| Pos. | Concorrente      | Nazione       | Tempo |
| ---- | ---------------- | ------------- | ----- |
| 1    | Jack London      | Gran Bretagna | 10"6  |
| 2    | Georg Lammers    | Germania      | 10"7  |
| 3    | Frank Wykoff     | Stati Uniti   | 10"7  |
| 4    | Henry Russell    | Stati Uniti   | 10"8  |
| 5    | Richard Corts    | Germania      | 10"8  |
| 6    | John Fitzpatrick | Canada        | 10"9  |

### Finale
È ufficializzato solo il tempo del primo classificato.
| Pos.    | Cor. | Atleta            | Età | Nazione       | Tempo ufficiale | Tempo ufficioso |
| ------- | ---- | ----------------- | --- | ------------- | --------------- | --------------- |
| Oro     | 5    | Percy Williams    | 20  | Canada        | 10"8            |                 |
| Argento | 6    | Jack London       | 23  | Gran Bretagna |                 | 10"9            |
| Bronzo  | 4    | Georg Lammers     | 23  | Germania      |                 | 10"9            |
| 4       | 8    | Frank Wykoff      | 19  | Stati Uniti   |                 | 11"0            |
| 5       | 3    | Wilfred Legg      | 21  | Sudafrica     |                 | 11"0            |
| 6       | 7    | Robert McAllister | 28  | Stati Uniti   |                 | 11"0            |